# António Vieira de Castro
António Manuel Lopes Vieira de Castro (São Vicente de Passos, Fafe, 15 de Julho de 1796 — Campolide, Belém, hoje em Lisboa, 20 de Setembro de 1842) foi um sacerdote católico, governador e vigário capitular da Diocese de Viseu e político português da primeira metade do século XIX, que, entre outras funções, foi guarda-mor da Torre do Tombo, deputado, Ministro dos Negócios Eclesiásticos e da Justiça e Ministro da Marinha e Ultramar. Camilo Castelo Branco diz dele: quem adivinharia então que do pujante António Vieira sairia o ministro dilecto da senhora D. Maria II, o mestre dos liberais, o amigo e conselheiro dos Passos, do Silva Carvalho, e dos mais estremados estadistas da escola robustecida da emigração. Foi membro da Maçonaria.

## Biografia
António Manuel Lopes Vieira de Castro nasceu na Casa do Ermo, em São Vicente de Passos, Fafe, a 15 de Julho de 1796, filho de Maria Vieira e de seu marido José Luís Lopes de Castro, cavaleiro da Ordem de Malta e abastado proprietário rural. Destinado a seguir a vida sacerdotal, depois de concluídos os estudos preparatórios em Fafe e Guimarães, formou-se em Cânones pela Universidade de Coimbra, onde ingressou em 1814, com 17 anos de idade, tendo obtido o grau de bacharel em 1819. Nesse mesmo ano, embora sentisse invencível repugnância pelo estado eclesiástico, obedecendo à vontade paterna foi ordenado sacerdote e nomeado abade de São Clemente de Basto, benefício que seu pai lhe havia procurado. A abadia rendia de oito para dez mil cruzados anuais.
Tendo aderido ao liberalismo, foi obrigado a exilar-se para Inglaterra na sequência da Belfastada, tendo seguido o percurso da emigração liberal até aos Açores e daí até ao desembarque do Mindelo.
A 1 de Abril de 1834 foi nomeado governador temporal da Diocese de Viseu, então declarada impedita e vaga pela fuga do seu bispo, e, logo em Junho imediato, foi escolhido para vigário capitular daquela Diocese.
Nas eleições realizadas em Julho de 1834 foi eleito deputado pela Província da Beira Alta, para servir na legislatura de 1834 - 1836. Durante este período as suas intervenções versam essencialmente matérias relacionadas com a sustentação do clero e com as difíceis situações então vividas pelos religiosos e religiosas egressos na sequência da extinção das ordens monásticas em Portugal. Em 1835, na sequência de um voto parlamentar em que se opôs ao governo, foi demitido do cargo de governador temporal da diocese de Viseu.
Nas eleições gerais realizadas em Julho de 1836 voltou a ser eleito deputado, pelo mesmo círculo eleitoral, não tendo exercido o mandato já que as Cortes eleitas naquela legislatura não chegaram a reunir por ter entretanto ocorrido a Revolução de Setembro. Vieira de Castro foi um dos deputados oposicionistas que estiveram na origem daquele golpe, embora não tenha nele participado directamente.
No primeiro governo setembrista, presidido por José da Gama Carneiro e Sousa, o Conde de Lumiares, foi Ministro dos Negócios Eclesiásticos e da Justiça, tendo exercido aquele cargo de 10 de Setembro a 4 de Novembro de 1836, sendo então demitido na sequência da Belenzada.
Com a derrota daquele golpe palaciano, voltou a ser chamado ao poder, exercendo as funções de Ministro dos Negócios Eclesiásticos e da Justiça e interino da Marinha e Ultramar, no governo presidido por Bernardo de Sá Nogueira de Figueiredo, o marquês de Sá da Bandeira, tendo permanecido naqueles cargos de 5 de Novembro de 1836 a 27 de Maio de 1837.
Em 1837 foi apresentado para o cargo de bispo de Beja, não chegando a ser confirmado, dada a falta de reconhecimento pela Santa Sé do regime português de então. Foi então nomeado 42.° guarda-mor da Torre do Tombo, cargo que exerceu de 1837 ou 1838 a 1841 ou 1842.
Nas eleições gerais realizadas a 20 de Novembro de 1836, para as Cortes Constituintes de 1837 – 1838, foi eleito deputado pelos círculos eleitorais de Guimarães, Penafiel, Porto e Viseu, tendo optado por representar o círculo de Guimarães, terra da sua naturalidade. Reunida a câmara a 18 de Janeiro de 1837, foram os ministros violentamente atacados pelos actos do período em que tinha governado sem supervisão parlamentar (governado em ditadura como então se dizia), o que levou Vieira de Castro a apresentar a sua demissão a 27 de Maio daquele ano, o que levou três dias depois à queda do governo. A partir daí Vieira de Castro ocupou o seu lugar de deputado no Congresso Constituinte, tendo participado activamente na elaboração da Constituição Portuguesa de 1838.
Tendo rebentado a revolta dos Marechais, com a curta guerra civil que se seguiu, com o seu auge na batalha de Ruivães, a instabilidade política que se vivia levou à crise de 13 de Março de 1838, com os fatídicos confrontos do Arsenal e o esmagamento sangrento da revolta dos Guardas Nacionais de Lisboa. Nesse período conturbado, Vieira de Castro fez todos os esforços para pacificar e conciliar os ânimos.
Jurada a nova Constituição, realizaram-se eleições gerais a 12 de Agosto de 1838, sendo Vieira de Castro novamente eleito pelo círculo de Guimarães. Manteve-se na esquerda parlamentar, fiel ao setembrismo, em oposição ao governo. Mesmo assim, ascendeu a vice-presidente da Câmara dos Deputados, tendo mantido uma assinalável actividade parlamentar. Foi o proponente de conhecida memorável lei que amnistiou e removeu a inabilitação em que tinham incorrido muitos dos titulares dos órgãos políticos e judiciais anteriores à revolução que tinham abandonado os lugares. Foi neste mandato membro das comissões parlamentares de Justiça, de Diplomacia e de Estatística.
Dissolvidas as Cortes a 25 de Fevereiro de 1840, nas eleições gerais de 22 de Março daquele ano voltou a concorrer, mas não conseguiu a eleição em qualquer dos círculos por onde tinha anteriormente sido votado. Ficou, assim, fora do Parlamento durante aquela legislatura, vivendo retirado de todos os negócios públicos. Esse afastamento foi quebrado pelos acontecimentos de Janeiro de 1842 de que resultou a restauração da Carta Constitucional de 1826 e o fim da Constituição setembrista. Como consequência quase imediata, o governo demitiu Vieira de Castro das suas funções de Guarda-Mor da Torre do Tombo, considerando-o desafecto à Carta.
Nas eleições gerais de Junho de 1842 voltou a concorrer, sendo eleito pela Província da Estremadura, em resultado dos votos das freguesias lisboetas de Sacramento e Mártires. Na altura da eleição já se encontrava adoentado, mas ainda assim prestou juramento e participou nas sessões iniciais da legislatura. Com o agravar da doença, em finais de Agosto, teve de se recolher a uma quinta em Campolide, procurando restabelecer-se com os ares do campo. Tal não aconteceu, e António Manuel Lopes Vieira de Castro faleceu em Lisboa, com o tifo, a 20 de Setembro de 1842, sendo sepultado no Cemitério dos Prazeres daquela cidade.
Foi tio de José Cardoso Vieira de Castro (1838 - 1872), um intelectual, escritor e político que faleceu no degredo em Angola depois de ter assassinado a esposa.